# Lengua romance del Mosela

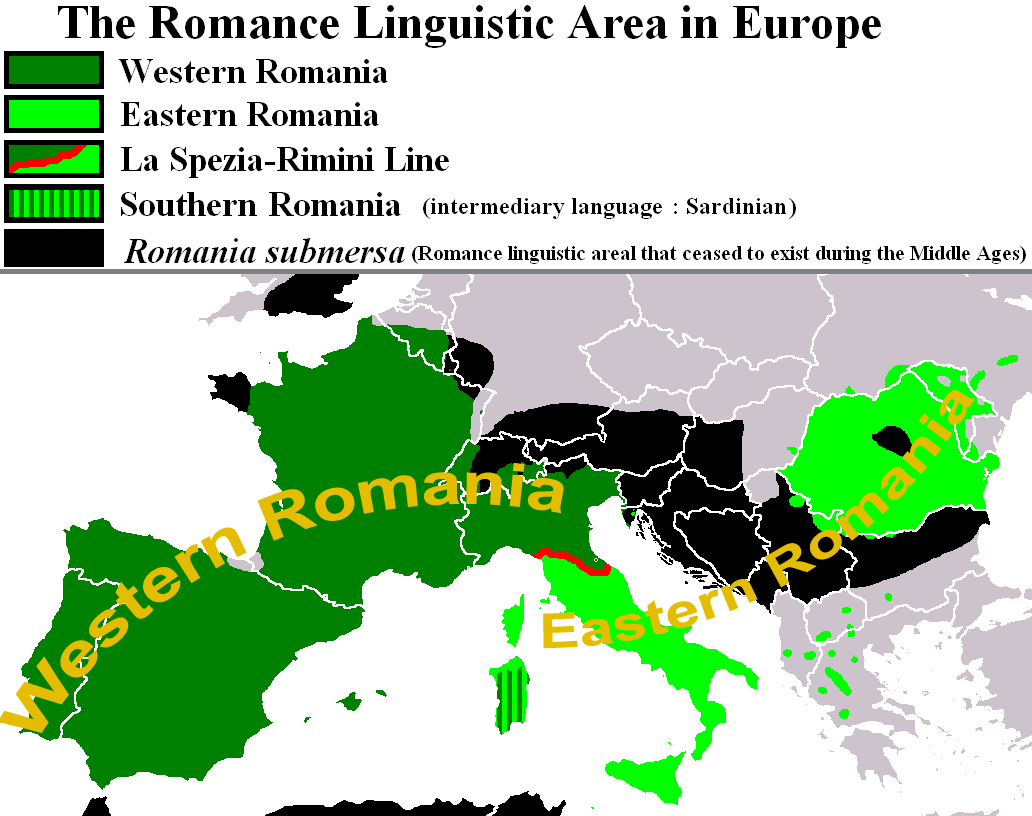
Mapa donde se aprecia la "Romania sumergida" en negro. La extinta lengua romance del Mosela se encontraba en el oeste de la actual Alemania, cerca de la frontera con Francia y Bélgica.

La lengua romance del Mosela fue una lengua romance que existió en el valle del Mosela (en la actual Alemania) desde la caída del Imperio romano hasta el siglo XIII.

## Características
La frontera lingüística entre los romances y los altos alemanes, alrededor del año 1300, se había probablemente consolidado en una línea no muy diferente de la actual, aunque solo unas pocas décadas antes se mantenía todavía una última región románica en el valle del Mosela, alrededor de Tréveris.

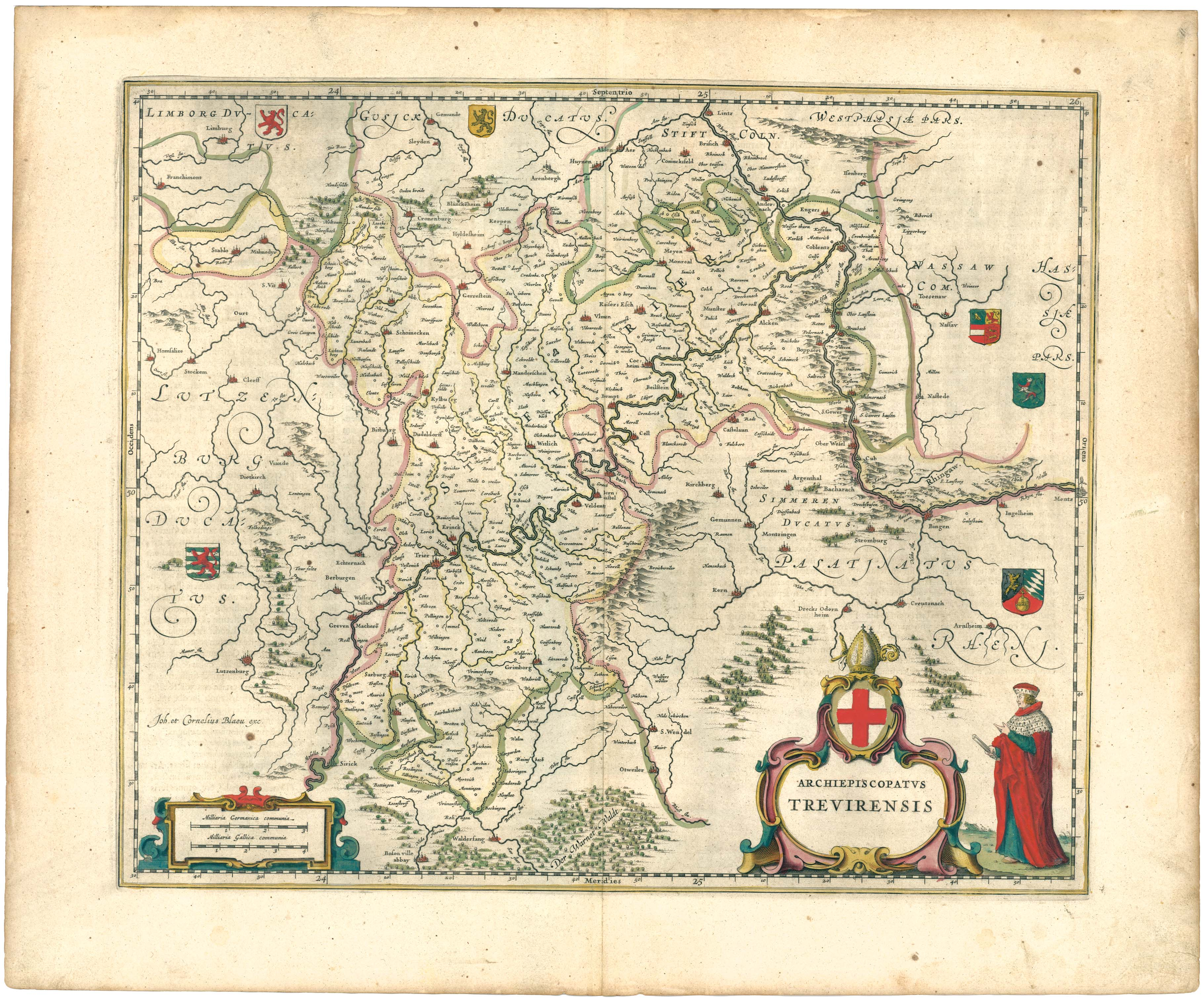
Antiguo mapa del valle del Mosela entre Tréveris y Coblenza.

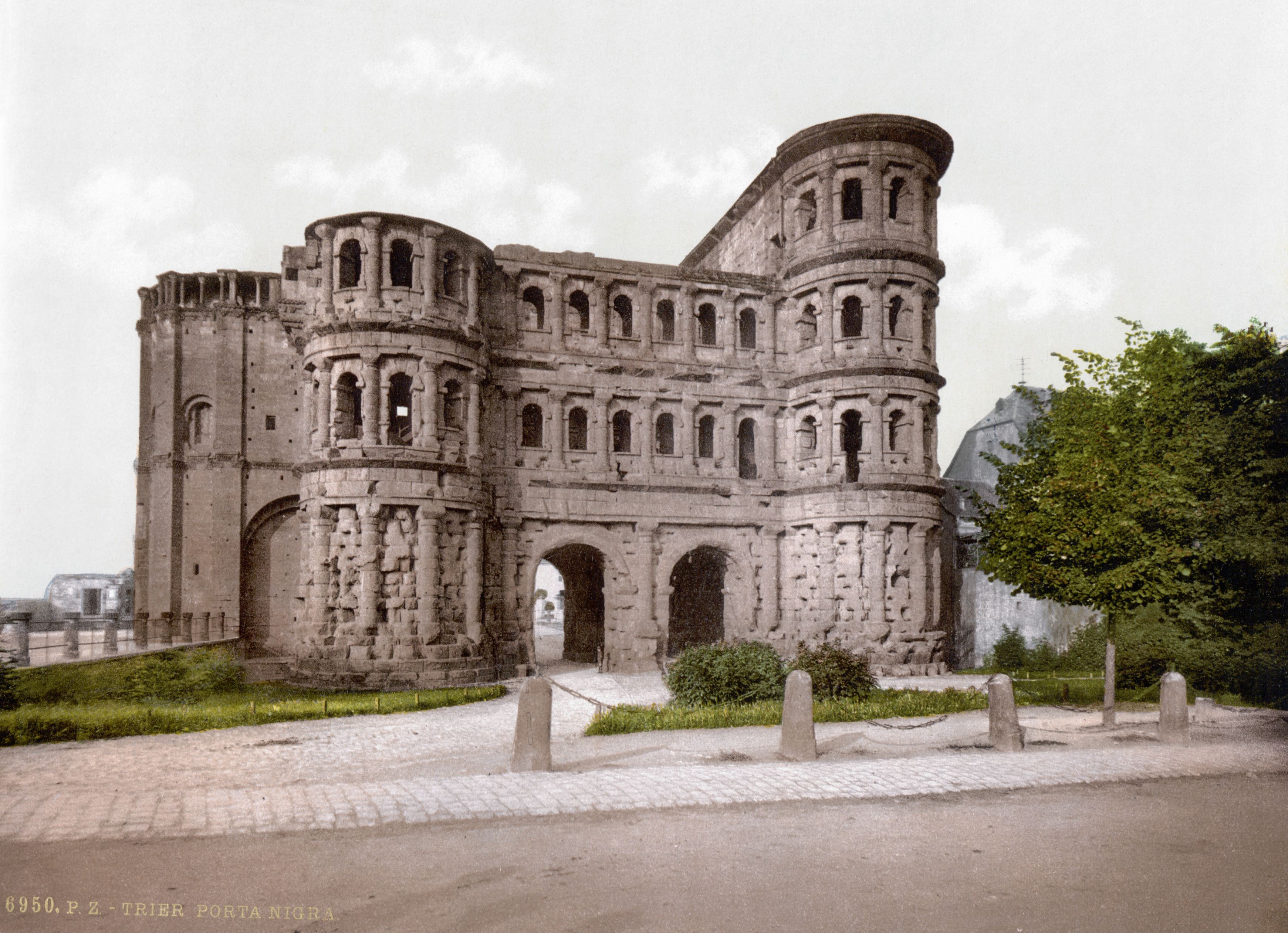
La famosa "Porta Nigra" de la romana Treveris.

El Imperio romano llegaba hasta el Rin y su desembocadura. Poblaciones romanizadas habitaban ciudades en su orilla romana, como Colonia y Coblenza. Las invasiones barbáricas del siglo V destruyeron esta región romanizada y sus habitantes desaparecieron de estos territorios que ahora pertenecen a Alemania. Pero en el valle del Mosela quedaron poblaciones de lengua romance (originariamente llamadas valchen) hasta después del año 1000. 
La presencia de esta lengua romance estaba concentrada entre la principal ciudad romana del área, Augusta Treverorum, y el río Rin. Esta región está caracterizada por un clima favorable al cultivo del vino, traído inicialmente por los colonos romanos que se asentaron numerosos desde los tiempos de Augusto y que fueron asimilados lentamente por los altos alemanes en numerosos siglos medievales.
La ciudad romana de Augusta Treverorum (capital de la Bélgica romana) era la más grande al norte de los Alpes llegando a tener casi 100.000 habitantes antes de la destrucción hecha por las invasiones de los francos.
Según el académico Damminger, los supervivientes de sus aculturados habitantes probablemente se refugiaron en las villas y campos alrededores y allí desarrollaron sucesivamente esta "lengua romance del Mosela".
La lengua se extinguió completamente al inicio del Renacimiento, en el siglo XIII. No hay textos escritos de esta lengua, lo que indica que se hallaba en diglosia respecto al Idioma fráncico de los alemanes que dominaban la región. Probablemente estaba relacionada con el cercano valón del este del área de Lieja en Bélgica oriental.
Además hay claras evidencias de que algunas aldeas cercanas al medio curso del río Rin cerca de Colonia fueron fundadas en el siglo VII por habitantes de habla romance que le dieron nombres con raíces romanas. Estas poblaciones románicas al norte del valle del Mosela sobrevivieron alrededor de Colonia hasta el siglo X: las aldeas y ciudades eran bilingües en esos siglos, mientras que en los campos la lengua románica se mantenía firmemente.

 (Nuestro estudio)...nos permite llegar a la conclusión de que la gente que vive en la valle del Mosela en el Medioevo no hablaba aleman, sino una forma de lengua romance. Consiguientemente hablamos de una "Mosela Romania"./(Our study)...allows the conclusion that the people living in the Moselle valley in the Middle Ages did not speak German, but a Romance language variant. One therefore speaks of the "Moselle Romania". It is a fascinating idea that until the high Middle Ages a Gallic-Roman population lived undisturbed in a Germanic-speaking environment on the Moselle long after the Franconian conquest and - so it can be assumed - was able to pursue viticulture. The Moselle winegrowing terminology also speaks for this.Peter Honnen

Actualmente los académicos califican la lengua romance del Mosela como una de las lenguas romances de la llamada «Romania sumergida», conjuntamente con la lengua romance de Panonia, la lengua romance británica y la lengua romance de África.
Estudiosos como D'Ambrosio afirman que la "lingua ignota"  de Hildegarda de Bingen puede estar relacionada con la lengua romance del Mosela, aunque lo de Hildegarda parece ser un latín medieval inventado. En efecto palabras de esta "lingua" de Hildegarda, como "loifolum" parecida al italiano "la folla" (o sea "la gente" en español), muestran claramente un origen romance. Cabe señalar que Santa Hildegarda (en sus viajes de predicación) estuvo en Tréveris en los últimos años de existencia comprobada de esta lengua romance. En efecto la lengua desaparece en los alrededores de Tréveris (y quizás también en Estrasburgo) durante los años de vida y de predicación de la Santa.

## Ejemplo
La siguiente inscripción muestra la presencia de la "Lengua romance del Mosela" en los alrededores de Treviri alrededor del año 600 AD:
- Hoc tetolo fecet Montana, coniux sua, Mauricio, qui visit con elo annus dodece; et portavit annus qarranta; trasit die VIII K(a)l(endas) Iunias. ("Para Mauricio hizo/dedicó este texto/escrito tumbal su esposa Montana, que vivió con él doce años y tenía 40 años cuando murió el 25 de mayo")[7]

En la inscripción se puede notar el uso de las palabras "Dodece", "con elo", "qarranta", etc.. que no son en latin clásico y pertenecen claramente a una lengua romance.

## La disputa por "Sarre"
La presencia medieval de los hablantes del romance con su lengua en el valle del Mosela ha sido una de las razones (aunque secundarias) que han creado el problema "Sarre" entre Francia y Alemania desde los tiempos de Napoleón. 

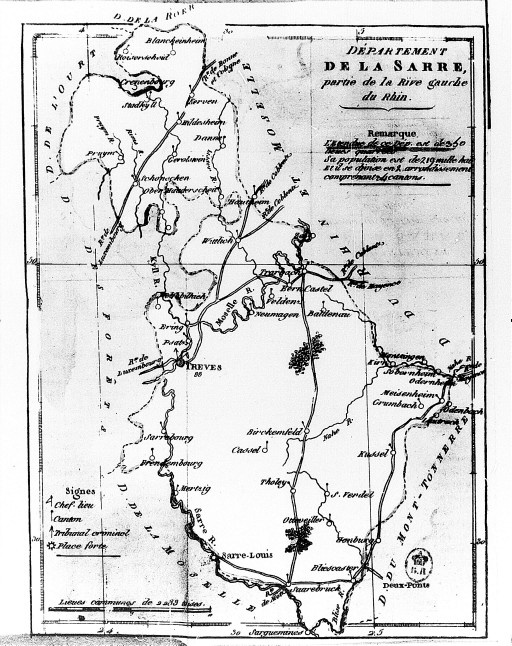
Mapa del napoleónico "Departamento Sarre"

En efecto en 1798 Francia, en su expansión hacia oriente, estableció el Departamento de Sarre, basándose también en el ilustre pasado romano de Tréveris y en el hecho de que existieron allí comunidades romances hasta algunos siglos antes. Pero ya en 1814 los alemanes volvieron a adueñarse de la región.
Sucesivamente los franceses trataron de "fracturar" de Alemania la Saar (término alemán para Sarre) en las décadas de las dos guerras mundiales. En efecto, tras la Segunda Guerra Mundial, Sarre volvió a dominio francés bajo el nombre de Protectorado del Sarre, con la etiqueta de «Unión económica entre Francia y El Sarre». Pero desde 1957, tras un referéndum, este protectorado desapareció.